# Moleculaire entiteit
Een moleculaire entiteit is “elk chemisch deeltje (atoom, molecuul, ion of ionenpaar, radicaal, complex, conformer) dat als afzonderlijke onderscheidbare entiteit herkenbaar is”. Een belangrijk kenmerk van moleculaire entiteiten is dat ze een bepaald proces kunnen ondergaan, zoals een chemische reactie of fysische verandering.
Afhankelijk van de context kan een moleculaire entiteit op verschillende manieren worden beschreven. In sommige gevallen volstaat bijvoorbeeld voor een bepaalde moleculaire entiteit de definitie waterstof, terwijl voor dezelfde moleculaire entiteit in andere gevallen verdere specificaties zoals de elektronentoestand en/of vibrationele toestand en de spin nodig zijn.
Chemische soorten zijn het equivalent van moleculaire entiteiten op macrosocopisch niveau.